# Hammersmith Bridge
Hammersmith Bridge è un ponte attraversante il Tamigi a Londra. Collega il sobborgo di Hammersmith e Fulham a nord col sobborgo di Richmond upon Thames a sud.

## Storia
Il primo ponte su questo sito fu progettato da William Tierney Clark e costruito dal 1825 al 1827. Si trattava, come l'attuale, di un ponte a sospensione, il primo di questa tipologia ad essere costruito sul Tamigi. In quel periodo l'Inghilterra attraversava un periodo di grande espansione economica e la popolazione di Londra aumentò grandemente nel giro di pochi decenni. Negli anni 1880 si ravvisò la necessità di costruire un nuovo ponte che potesse sopportare l'aumentata mole di traffico.
La costruzione del nuovo ponte, che appoggiava sugli stessi basamenti del precedente, iniziò nel 1884 e terminò tre anni dopo. Fu inaugurato dal Principe di Galles (il futuro re Edoardo VII) l'11 giugno 1887. Progettista dell'opera fu Sir Joseph Bazalgette.
A mezzanotte il 27 dicembre 1919, un aviatore sudafricano della Royal Air Force, tenente Charles Campbell Wood, si tuffò nel Tamigi dal ponte per salvare una donna che stava annegando. Riuscì a trarla in salvo anche se a causa delle ferite sarebbe poi morta di tetano. Tale atto di coraggio è ricordato in una placca commemorativa sulla ringhiera del ponte.
Nel 1973 il ponte fu sottoposto alla sostituzione di vari elementi strutturali, e nel 1997 furono fatti ulteriori lavori di ammodernamento.
Nel 2008 il ponte è stato incluso nelle opere aventi speciale valore architettonico e/o storico, con lo scopo di proteggerlo da future modifiche che ne possano pregiudicare l'integrità.

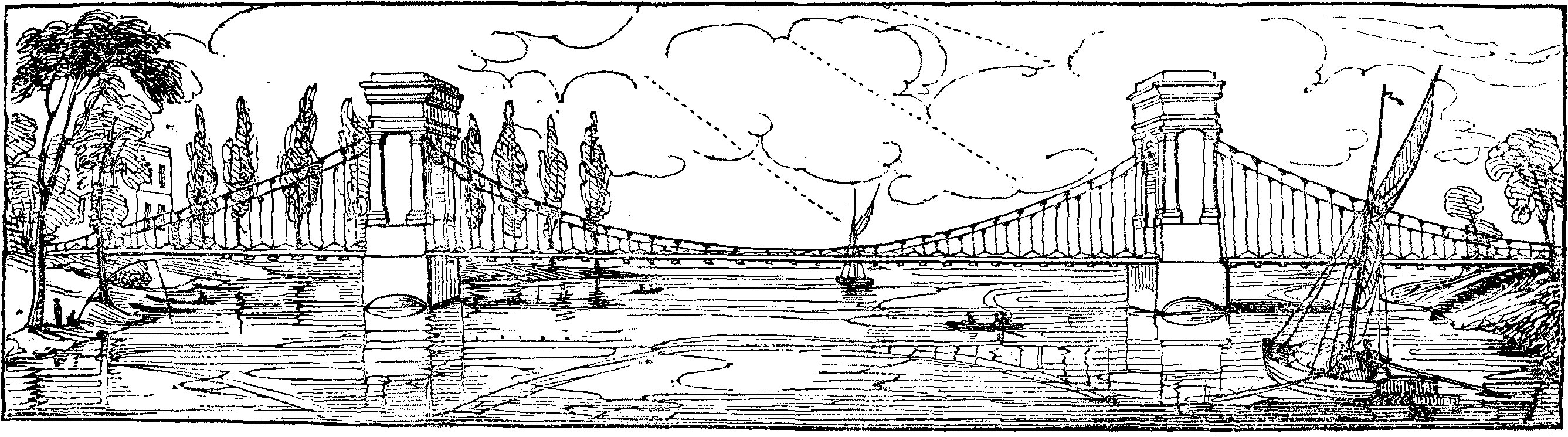
Il primo Hammersmith Bridge in un'incisione del 1827